# Schloss Kapfenstein

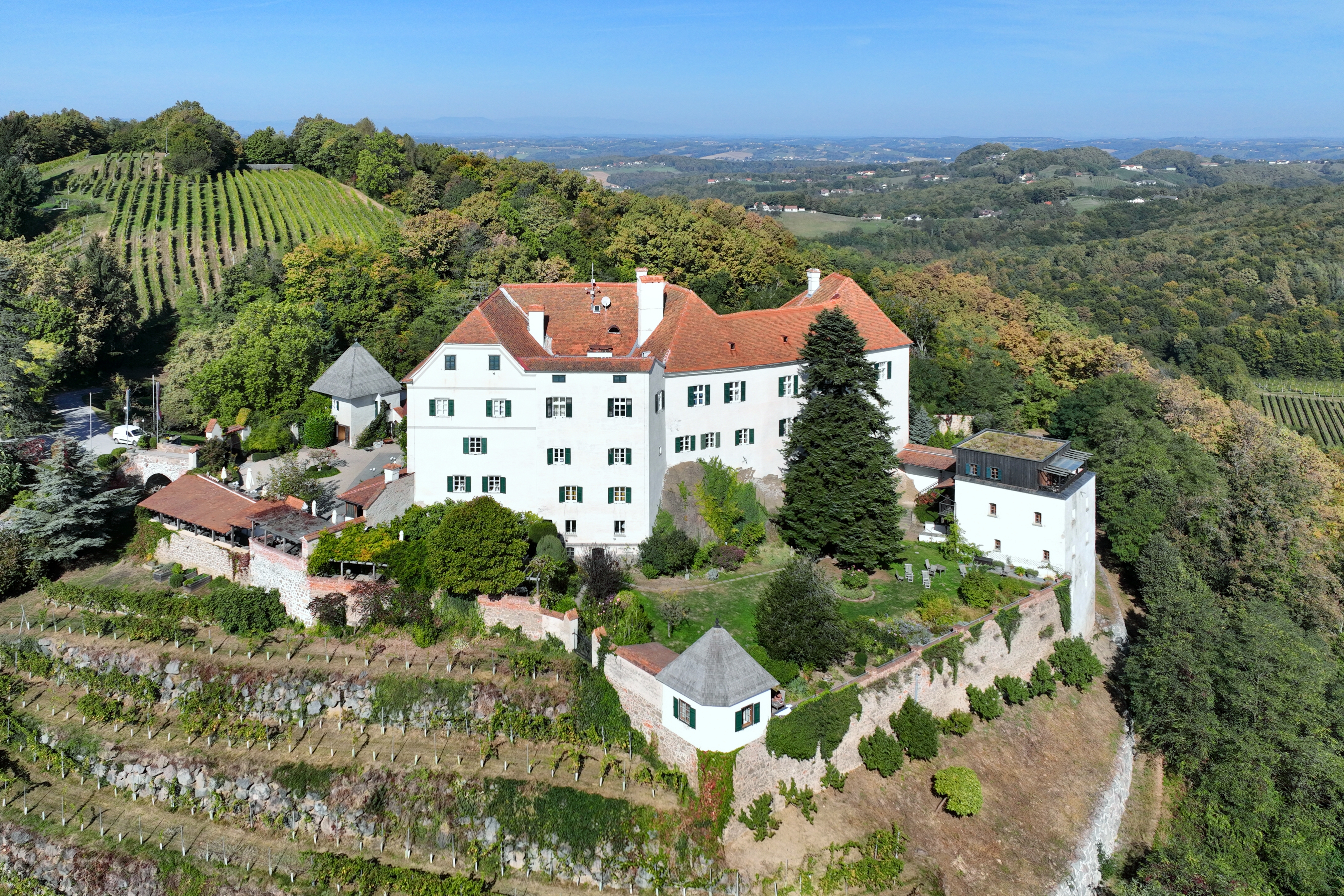
Schloss Kapfenstein

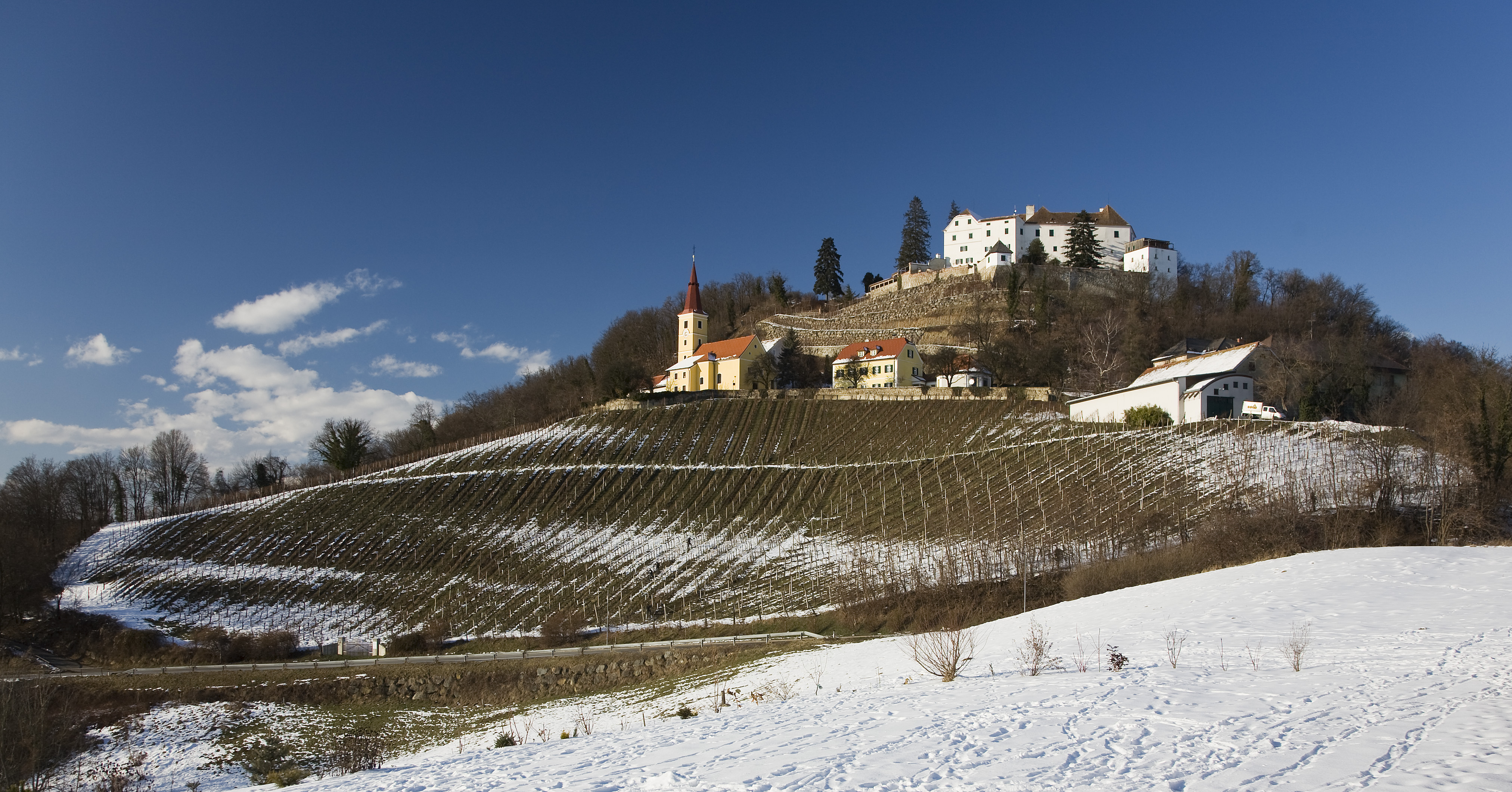
Fernansicht des Schlosses Kapfenstein

Schloss Kapfenstein befindet sich in Kapfenstein, einer Gemeinde im Südosten Österreichs in der Steiermark.

## Geschichte
Kapfenstein wurde erstmals 1065 urkundlich erwähnt. Die Burg war eine Grenzfestung gegen die Magyaren, die schon im 10. oder 11. Jahrhundert auf dem Basaltkogel des Kapfensteiner Kogels von den Caphensteinern errichtet wurde. Nach der frühen Zerstörung durch die Magyaren musste die Burg wieder aufgebaut werden. Neben der gut zu verteidigenden Lage auf dem Basaltkegel bot der weite Blick in die Ebene einen strategisch wichtigen Faktor.
Die Burg ging 1362 an die Herren von Walsee, danach wechselte sie den Besitzer mehrmals.
Unter den Herren von Lengheim, die von 1584 bis 1799 Besitzer waren, wurde die Burg stark ausgebaut. Ländereien in Kapfenstein, Mahrensdorf, Gutendorf, Windisch Kölldorf, Neustift und Höflach gehörten unter anderem zur Burg.
Kapfenstein war eine Kreidfeuerstation und wurde von Türken und Kuruzen mehrmals belagert, konnte jedoch nicht eingenommen werden. Trotzdem wurde die Burg von den Lengheim schlecht gepflegt und ging über mehrere Stationen 1916 an die Familie Winkler-Hermaden, die das Schloss seit 1968 als Restaurant und Hotel führt.
Zudem gehören zahlreiche Ländereien mit Forstwirtschaft und ein Bio-Weingut der Familie Winkler-Hermaden. Auf 40 ha Weingarten werden 21 Sorten nach biologischer Wirtschaftsweise kultiviert. Auch die Landwirtschaft wurde auf biodynamische Wirtschaftsweise umgestellt.